# Hrabová (Ostrava)
Hrabová  je od 24. listopadu 1990 městským obvodem statutárního města Ostravy. Leží na jižní straně města. Obvodem protéká řeka Ostravice.

## Název
Nejstarší jméno vesnice bylo Hrabov, což byl jmenný tvar přídavného jména hrabový - „habrový“. Od 14. století se jméno uvádělo v ženském rodě. Od 14. do 20. století se přidával přívlastek Veliká (německy Groß) nebo Stará (latinsky Antiqua) na odlišení od sousední Nové/Malé Hrabové. V roce 1915 je doloženo pojmenování Hrabová u Vítkovic (Hrabowa bei Witkowitz), které se objevuje i v opise mírně staršího pečetidla starostenského úřadu obce Hrabové u Vítkovic s věrozvěsty Cyrilem a Metodějem. Název obce byl totiž změněn výnosem císařsko-královského ministerstva financí z 23. ledna 1904 číslo 4438, kdy došlo i ku změně německého jména Gross Hrabowa na Hrabowa bei Witkowitz.

## Historie

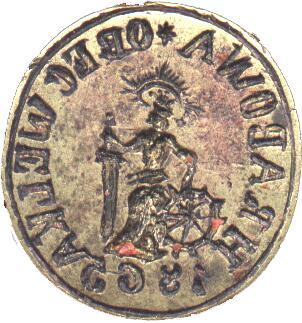
Pečetní obraz pečetidla Hrabové se jménem majitele „OBEC WELKA HRABOWA“ i s datací rokem „1805“

Samostatná obec vznikla před polovinou 13. století. Současné názory historiků se přiklánějí k tomu, že „Grabowe“ zmíněné v závěti olomouckého biskupa Bruna ze Schauenburku z roku 1267 je právě Hrabová. Další písemná zmínka o ní pochází z roku 1297 ze smlouvy mezi olomouckým biskupem a těšínským knížetem. Obyvatelé se živili zemědělstvím a především rybářstvím. Obecní rybníky se táhly od Paskova po Hrabůvku. Od 1. července 1941 byla připojena k Moravské Ostravě. Obec byla během druhé světové války zbavena nacistické okupace Rudou armádou dne 1. května 1945. V letech 1957–1960 obnovila svou samostatnost, poté se však definitivně stala součástí velké Ostravy.

## Symboly
Znak a prapor byly schváleny usnesením Rady města Ostravy číslo 3581/88 ze 4. října 1994, avšak udělení z Poslanecké sněmovny Parlamentu České republiky se podle registru komunálních symbolů nedočkala vlajka, ale pouze znak a to rozhodnutím číslo 50 z 20. ledna 2005. Původně měla obec v pečetním obraze legendární starokřesťanskou pannu a mučednici Kateřinu Alexandrijskou s jejími atributy, tedy s nožovým kolem a s mečem, v současnosti ve znaku najdeme dřevěný kostel, který bývá zobrazován proti heraldickým zvyklostem nezobrazování skutečné stavby, jako místní kostel svaté Kateřiny Alexandrijské a polovinu nožového kola.
Znak
Ve stříbrno-modře děleném štítě nahoře vyrůstá dřevěný kostel přirozené barvy s věží vpravo, dole vyniká půl zlatého nožového kola.
Prapor
Modrý list se žlutým nožovým kolem.

## Pamětihodnosti
- Kostel svaté Kateřiny Alexandrijské
- Kolonie Šídlovec, v minulosti označovaná jako „Berlín“[8]

## Slavní rodáci
Ke známým rodákům patří básník, publicista, překladatel a knihovník Vilém Závada a dirigent Jaroslav Opěla. V Hrabové je pohřben spisovatel, disident a chartista Jaromír Šavrda.